# 67 Asia
För andra betydelser, se Asia.
67 Asia är en asteroid upptäckt 17 april 1861 av den brittiske astronomen Norman Robert Pogson i Madras. Asteroiden har fått sitt namn efter Asia, Tethys och Okeanos dotter inom grekisk mytologi men också efter världsdelen Asien då detta var den första asteroiden upptäckt i denna världsdel.